# Ferroeste
A Estrada de Ferro Paraná Oeste S/A, ou Ferroeste, é uma empresa ferroviária estatal brasileira criada em 15 de março de 1988, que tem como principal acionista o estado do Paraná.  Está no ranking das 500 maiores empresas do Sul do Brasil e entre as 100 maiores do Paraná.
Seu centro de operações está localizado em Cascavel, nas margens da rodovia BR-277, e comporta vários terminais privados, como o da Cotriguaçu, bem como o Porto Seco de Cascavel
Sua linha férrea liga os municípios de Cascavel a Guarapuava, onde se une à malha ferroviária da  Rumo Logística, por meio da qual faz a conexão ao Porto de Paranaguá, no litoral do Estado do Paraná.
Em 2020, a Ferroeste foi qualificada para o Programa de Parcerias do Governo Federal, tendo em vista sua desestatização. O plano é conceder a empresa para a iniciativa privada e construir um trecho entre Guarapuava e Paranaguá e outro entre Cascavel e Maracaju, além de três ramais entre Cascavel e Foz do Iguaçu, Cascavel e Chapecó e Maracaju e Dourados, autorizados em 2021 pela ANTT. A previsão é de um investimento de 29 bilhões de reais.

## Histórico

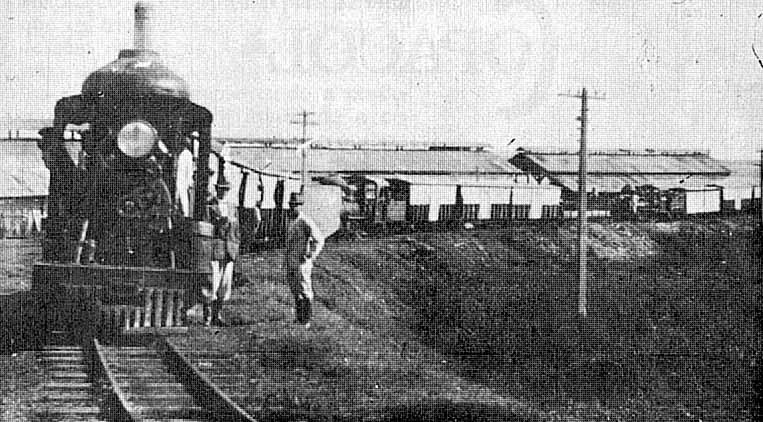
Locomotiva que leva cargas através a malha de ferro durante o século XX

Os primeiros estudos para a implantação da ferrovia datam do século XIX, já prevendo a ligação ferroviária do litoral até Foz do Iguaçu, no extremo oeste do estado, porém sua criação se deu apenas em 1988, entre Guarapuava e Cascavel. 
Trata-se de uma empresa de economia mista, vinculada à Secretaria de Infraestrutura e Logística, com o controle acionário do estado do Paraná. A Ferroeste detém a concessão, conforme Decreto do Governo Federal nº 96.913/88, para construir, manter e operar a ferrovia.
Por meio de um leilão público realizado em 10 de dezembro de 1996, a empresa privada Ferrovia Paraná S.A. - Ferropar, adquiriu uma subconcessão da Ferroeste por trinta anos, comprometendo-se a investir na ampliação da frota e atender a demanda de transporte.
O Governo do Estado do Paraná reavaliou o contrato, alegando que "jamais foi cumprido pela referida empresa privada" e, através da falência da Ferropar, retomou o controle da ferrovia em 18 de dezembro de 2006.
Atualmente a empresa passa por um período de consolidação. A Cotriguaçu já investiu R$ 105 milhões em um terminal junto ao Porto Seco de Cascavel, constituído por um armazém de cargas frigorificadas e uma estrutura graneleira. Com o projeto ainda a ser concluído, o investimento total será de aproximadamente R$ 200 milhões.
Em 2014, ampliou sua frota ao adquirir duas locomotivas EMAQ MX620  de 2.000 HPs, o que impactou seu desempenho, com um aumento de 26% no volume transportado em relação ao período anterior, fechando o ano com 770 mil toneladas úteis (TUS) movimentadas, das quais 39,7% destinadas ao mercado externo, principalmente congelados e grãos.
Em dezembro de 2015 foram entregues cinco locomotivas e quatrocentos vagões, com a meta de dobrar a capacidade de tração, em 2016.
Além dos novos equipamentos – primeira compra desse porte na empresa – a otimização dos processos ferroviários foi outra grande responsável por alavancar o desempenho. Também foi implantado um sistema de fluxos ferroviários, a redução do ciclo de vagões e a prospecção de operações comerciais mais rentáveis.
Em janeiro de 2016 a Ferroeste anunciou que no ano de 2015, houve um aumento de 143% do volume transportado. Já em janeiro de 2017, o acréscimo foi de  35,1%, o que representou 831 mil toneladas transportadas no ano de 2016.
Em 2020, a Ferroeste bateu recorde de lucro e volume transportado, com 1,38 milhão de toneladas de produtos, 21,3% a mais que em 2019, com a soja representando 56% de toda a movimentação da ferrovia, com 778 mil toneladas. Um setor da economia que está aumentando o uso da ferrovia é o de carnes congeladas.
Em 28 de agosto de 2024, o governador Ratinho Junior sancionou a lei n° 22.129/2024 autorizando a privatização da Ferroeste. O governo deve contratar estudos para apontar a melhor modelagem do processo, e a privatização deve ser concretizada em leilão na B3, em São Paulo.

## Situação atual do empreendimento
Em 2020, foi realizada uma reestruturação dos trilhos, a primeira de sua história, o que possibilitou um incremento na velocidade e na segurança das operações. Somado a isso, novas locomotivas e vagões foram importados, fazendo com que a ferrovia obtenha recordes sucessivos na movimentação de cargas.
Essa nova extensão da Ferroeste está prevista para ser interligada com a Ferrovia Norte-Sul.

## Nova Ferroeste
Todos os requisitos para a privatização e consequente extensão da ferrovia, que ligará Maracaju, no Mato Grosso do Sul, ao Porto de Paranaguá, além de ramais de Cascavel até Foz do Iguaçu, na fronteira com Paraguai e Argentina, na Tríplice Fronteira, de Cascavel para Chapecó, em Santa Catarina, e Maracaju a Dourados, no Mato Grosso do Sul, já foram preenchidos e autorizados. A expectativa é levar o empreendimento a leilão na Bolsa de Valores.
O projeto aproveita o traçado atual e operante, entre Cascavel e Guarapuava, que será modernizado. A partir de cada extremo será construído uma nova linha. Partindo de Guarapuava até o Porto de Paranaguá, substituindo a problemática descida da Serra do Mar, cujo trecho operado pela Rumo foi construído no século XIX. De Cascavel até Maracaju, incluindo uma ponte em Guaíra, atravessando o Lago de Itaipu, na divisa entre os estados. A previsão é movimentar, de início, 40 milhões de toneladas por ano, no chamado "Corredor Oeste de Exportação".
Caso o empreendimento se concretize, serão 1 285 quilômetros de trilhos e nove terminais de transbordo distribuídos em pontos estratégicos entre três estados, a saber: Maracaju e Amambai, no Mato Grosso do Sul; Guaíra, Cascavel, Foz do Iguaçu, Guarapuava, Balsa Nova e o Porto de Paranaguá, no Paraná, e Chapecó, em Santa Catarina.
Em 2022, diante do processo para a implementação de um ramal entre Cascave e o estado de Santa Catarina, representantes do setor produtivo de Passo Fundo, no Rio Grande do Sul, pediram um estudo para uma ligação ferroviária entre aquele município e Chapecó, de modo a integrar o estado gaúcho à malha da Ferroeste.

## Principais Clientes
- Brado/Standard
- Bunge Alimentos
- Bunge Fertilizantes
- I-Riedi
- Cargill
- Coamo
- Coopavel
- Cooperativa Lar
- Copacol
- Cotriguaçu
- Ipiranga
- Moinhos Iguaçu
- Porto Seco de Cascavel
- Unexpa
- Votorantim

## Características físicas
Os atuais 248,6 km da Ferroeste são construídos em bitola métrica. O raio mínimo é de 312 metros, mantendo-se rampas máximas compensadas de 1,5%, no sentido das cargas de exportação e 1,8%, no sentido da importação. Outras características: superestrutura com trilhos TR45 soldados em barras de 270 m a 324 m, dormentes monoblocos de concreto na linha tronco e de madeira nos pátios, tendo fixação elástica com as respectivas placas Deenik. Carga máxima de 20 toneladas por eixo.
Ao longo de seu trajeto, a estrada de ferro corta os municípios de Candói, Goioxim, Cantagalo, Marquinho, Laranjeiras do Sul, Nova Laranjeiras, Guaraniaçu, Ibema e Campo Bonito.

### Frota
A Ferroeste opera  com quinze locomotivas, sendo sete G12, uma GL8 e sete MX-620.